# Parlamentswahl in Costa Rica 2010
- FA: 1
- PAC: 11
- PLN: 14
- PUSC: 6
- PASE: 4
- ML: 9
- PRC: 1
- PREN: 1

Die Parlamentswahl in Costa Rica 2010 fand am 7. Februar 2010 statt. Zum selben Zeitpunkt wurde außerdem die Präsidentschaftswahl abgehalten.

## Ablauf
Gewählt wurden 57 Abgeordnete für die Legislativversammlung von Costa Rica. Die Wahl erfolgte nach dem Verhältniswahlrecht. Die Legislaturperiode betrug vier Jahre.

## Ergebnis
Gewinner der Wahl war die Partido Liberación Nacional mit 37,3 %; sie konnte sich damit als die stärkste Kraft aus der vorherigen Wahl behaupten. Auf dem zweiten Platz mit den größten Stimmenverlusten landete die Partido Acción Ciudadana mit 17,6 %. Drittplatzierte wurde die Movimiento Libertario mit 13,1 %. Die Partido Accesibilidad Sin Exclusión konnte den größten Stimmenzuwachs verbuchen und erhielt mit 9,0 % den vierten Platz.
| Partei                     | Partei                                        | Stimmen   | Stimmen | Stimmen | Sitze  | Sitze |
| Partei                     | Partei                                        | Anzahl    | %       | +/−     | Anzahl | +/−   |
| -------------------------- | --------------------------------------------- | --------- | ------- | ------- | ------ | ----- |
|                            | Partido Liberación Nacional (PLN)             | 708.043   | 37,3    | +0,8    | 24     | −1    |
|                            | Partido Acción Ciudadana (PAC)                | 334.636   | 17,6    | −7,7    | 11     | −6    |
|                            | Movimiento Libertario (ML)                    | 275.518   | 14,5    | +5,3    | 9      | +3    |
|                            | Partido Accesibilidad Sin Exclusión (PASE)    | 171.858   | 9,0     | +7,4    | 4      | +3    |
|                            | Partido Unidad Socialcristiana (PUSC)         | 155.047   | 8,2     | +0,4    | 6      | +1    |
|                            | Partido Renovación Costarricense (PRC)        | 73.150    | 3,9     | 0,3     | 1      | +1    |
|                            | Frente Amplio (FA)                            | 68.987    | 3,6     | +2,5    | 1      | ±0    |
|                            | Partido Restauración Nacional (PREN)          | 29.530    | 1,6     | −0,4    | 1      | ±0    |
|                            | Alianza Patriótica (AP)                       | 28.349    | 1,5     | Neu     | –      | Neu   |
|                            | Partido Integración Nacional (PIN)            | 14.643    | 0,8     | ±0,0    | –      | ±0    |
|                            | Partido Unión Agrícola Cartaginés (PUAC)      | 11.862    | 0,6     | ±0,0    | –      | ±0    |
|                            | Partido Restauración Herediana                | 7.953     | 0,4     | Neu     | –      | Neu   |
|                            | Partido Restauración Alajuelense              | 7.298     | 0,4     | Neu     | –      | Neu   |
|                            | Partido de la Transparencia Cartaginesa (PTC) | 4.590     | 0,2     | Neu     | –      | Neu   |
|                            | Partido Verde Ecologista de Cartago (PVEC)    | 2.901     | 0,2     | Neu     | –      | Neu   |
|                            | Partido Alianza Mayor (PAM)                   | 2.724     | 0,1     | Neu     | –      | Neu   |
|                            | Partido Fuerza Familiar Alajuelense (PFFA)    | 1.609     | 0,1     | Neu     | –      | Neu   |
|                            | Movimiento de Trabajadores y Campesinos (MTC) | 1.127     | 0,1     | Neu     | –      | Neu   |
| Gesamt                     | Gesamt                                        | 1.899.825 | 100,0   |         | 57     |       |
| Gültige Stimmen            | Gültige Stimmen                               | 1.899.825 | 97,4    | +0,3    |        |       |
| Ungültige Stimmen          | Ungültige Stimmen                             | 30.806    | 1,6     | −0,5    |        |       |
| Leere Stimmzettel          | Leere Stimmzettel                             | 20.077    | 1,0     | +0,1    |        |       |
| Wahlbeteiligung            | Wahlbeteiligung                               | 1.950.708 | 69,1    | +3,9    |        |       |
| Nichtwähler                | Nichtwähler                                   | 871.783   | 30,9    | −3,9    |        |       |
| Wahlberechtigte            | Wahlberechtigte                               | 2.822.491 |         |         |        |       |
| Quelle: Election Resources |                                               |           |         |         |        |       |